# Cyanonephron elegans
Espèce
Cyanonephron elegans est une espèce  de cyanobactéries de l'ordre des Synechococcales et de la famille des Synechococcaceae.
L'espèce a d'abord été trouvée en Europe, dans des étendues d'eau douce aux Pays-Bas, puis en Sibérie, en Russie, et enfin au Queensland, en Australie.